# Fresno de Torote
Fresno de Torote è un comune spagnolo di 2 416 abitanti situato nella comunità autonoma di Madrid.